# عشق کالیفرنیا (ترانه توپاک شکور)
عشق کالیفرنیا (به انگلیسی: California Love) ترانه هیپ هاپی از توپاک است که دکتر دره و راجر تروتمن در آن نقش داشتند. این آهنگ پس از آزادی توپاک از زندان در سال ۱۹۹۵ به عنوان آهنگ برگشت او منتشر شد و اولین تک آهنگ او به عنوان جدیدترین هنرمند Death Row Records بود. این یکی از مشهورترین و موفق‌ترین تک آهنگ‌های توپاک است که به مدت دو هفته به رتبه یک در بیلبورد هات ۱۰۰ رسید (به عنوان تک آهنگ دو طرفه با "How Do U Want It") و همچنین در رده‌های بالای جدول ایتالیا، نیوزلند، و سوئد قرار گرفت. این ترانه به عنوان بهترین اجرای انفرادی رپ و بهترین اجرای رپ توسط دو نفر یا گروهی (با حضور دکتر دره و راجر تروتمن) در سال ۱۹۹۷ نامزد دریافت جایزه گرمی پس از مرگ شد.